# آل حمادة

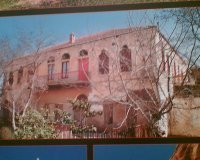
منزل الشيخ سعدالله حمادة

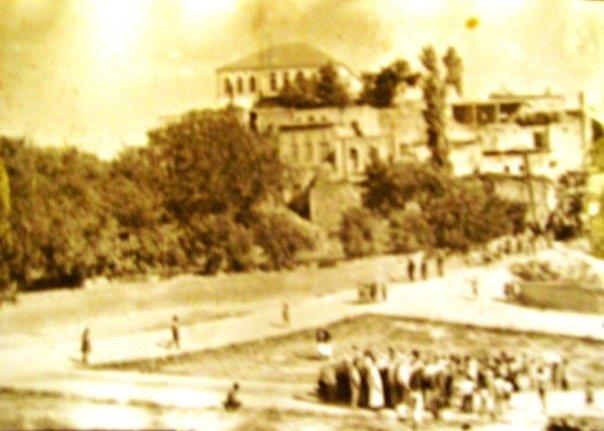
الهرمل

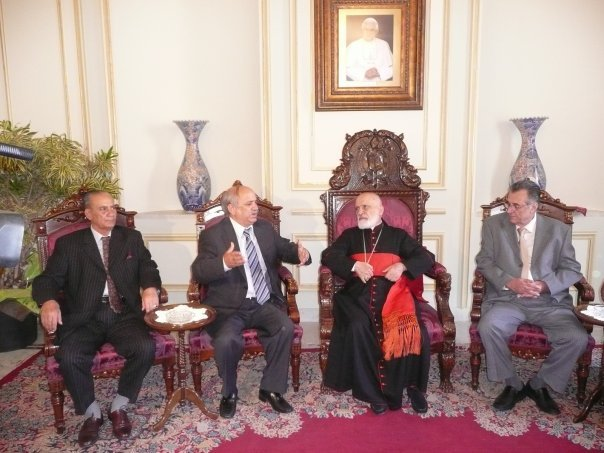
الشيخ فوزي سعدالله حمادة في زيارة للبطريركية المارونية

## اصولهم
الحماديون متناقل لديهم أنهم عرب أقحاح وجدهم هاني بن عروة المذحجي، ينسبون إلى حمادة العجمي الذي كان قد خرج على شاه العجم، فسير إليه شاه جيشا فقتل أصحابه، فهجروا إيران بعشائرهم البالغة ثلاثين أُسرة إلى البلاد الشامية، فأقاموا في بعض جهات حلب مدة ثلاثة أشهر ومن ثم فر حمادة بعشيرته وأخيه أحمد إلى جبل لبنان ، ونزل الحصين، ثم ذهب إلى قمهز، ومن هناك تفرقت عشيرته في جبة المنيطرة ووادي علمات، وسار أولاد أخيه إلى بلاد بعلبك ، وتولوا قرية الهرمل.[بحاجة لمصدر] أمّا الأسر الثلاثون المنتمية إلى الحمادية، فهي كما تلقى ذلك في الهرمل المطران يوسف الدبس عن الشيخ محمد سعيد باشا هم: شريف، الحاج يوسف، ملحم، زعيتر، شمص، ناصر الدين، عواد، دندش، علوه، جعفر، المقداد، حجولا، قمهز، خير الدين، النمر، نون، الحاج حسن، جنبلاط، بلوط، المستراح، الحجل، صفوان، علام، شقير، بدير، حيدر أحمد، عمرو، أبو حيدر، همدر. وتنتمي هذه العشائر إلى عصبية عامة وموسعة، تعرف بالعشائر الحمادية التي تتوحد حول عشيرة آل حمادة.

## تاريخهم
ولد لحمادة ولدان: سرحال، وأحمد المكنى أبا زعزوعة الذي تولى أولاده (ولاة بشناتا) جبة بشرة، وولد لحمادة أيضا ولد آخر يقال له ذيب، وهو الذي تولت أولاده مقاطعة الظنية. أما سرحال ولد له حسين ومن ثم حسين ولد سرحال ثم ولد إسماعيل وإبراهيم وعيسى، فأخذ إبراهيم وعيسى بلاد البترون ، وأخذ إسماعيل بلاد جبيل ووادي علمات والفتوح وجبة المنيطرة، وانتقل إلى لاسا فبنى فيها دارا، وأخذت الحمادية مزارع في الكورة والزاوية سموها بكاليك. وولد لإسماعيل ثلاثة أولاد: عبد السلام وعبد الملك وأبو النضر، فأخذوا قرية شمسطار في بعلبك فصارت بكليكا لهم.
يظهر أنّ قدوم الحماديّين إلى البلاد اللبنانية كان في عهد الملوك الجراكسة ، وأنّهم أقدم عهداً في الحُكم الإقطاعي مِن الأُمراء العسافيّين التُركمان الّذي أوّل عهدهم في الحُكم على كسروان وجبيل كان في أوّل استيلاء السلطان سليم العثُمّاني على بلاد الشام سنة 1516م سنة 922هـ. وفي سنة 1659 كلف السلطان والي طرابلس بالاقتصاص من الحماديين ففي ذلك العام كانت ثورة اولاد العرب التي قادها الحماديون والشهابيون والمعنيون وكان مركزها قهمز معقل الحماديين وانتصرت هذه الثورة وحافظ الحماديون على حكمهم ونفوذهم وتمردهم وفي عدم دفع الضرائب للوالي العثماني. وما بين 1750 والعام 1759 بدأ العد العكسي لانهاء الحكم الحمادي في جبل لبنان. وبين العام 1771 انتقل الحماديون إلى الهرمل معقلهم الأخير حيث حكموا هذه المنطقة واعطيوا القاب الباشوية من السلطان العثماني وما بعد العام 1773 استمرت العائلة الحمادية تلعب ادوارا في محطات مصيرية مهمة في تاريخ لبنان الحديث. فشارك ال حمادة في الثورة العربية التي اعلنها الشريف الحسين واعطي الشيخ محمد سعيد حمادة لقب الباشوية من الأمير فيصل برتبة أمير لواء فخرية لزعيم بعلبك [بحاجة لمصدر].

## الاصطلاحات الكتابية
أما الاصطلاحات الكتابية بين الأمراء والمقدمين والمشايخ، فمن المشايخ هناك من يكتب إليه كالأمراء، وهم الحماديون فإنهم بمنزلة اللمعيين ، ثم تأتي طبقاتهم على هذا الترتيب، وهم: الجنبلاطيون، والعماديون، والنكديون، والتلحقيون، والملكيون، وبنو العيد. أما الورق، فيكتب على نصف طبق ( طلحية ) منه إلى الأمراء الشهابيين واللمعيين والمشايخ الحماديين، والباقون يكتب إليهم في ربع طبق فقط.

## الإمتداد الجغرافي
المساحة الجغرافية التي تتواجد فيها العشائر أي الجرد الهرملي، تقع في الطرف الشمالي من سهل البقاع وفي غربي مدينة الهرمل الواقعة على تلة فوق نهر العاصي. ويمتد الجرد الهرملي على السلسلة الغربية محاذيا جنوبا بلدة عيناتا المارونية، ومنبسطا نحو الشمال حتى الحدود السورية. ويفصله عن اقضية وقرى الشمال اللبناني خط طويل من القمم ينتشر على طول حدوده الشمالية الجنوبية. ومن الشرق يتوقف عند نهر العاصي.
تتوزع الإخاذ العشائر الهرملية الشيعية على البلدات والقرى في الجرد الهرملي، بين حمادة في الهرمل ودندش في العين والهرمل. آل شمص يتوزعون بين الهرمل والخرايب وشعث وبوداي، وآل جعفر في الدار الواسعة والشراونة وجرد الهرمل. يسكن آل ناصر الدين في الهرمل أيضا، وفي الشربين وزغرين وبريصا. اما آل علوه وعلام وعواد وعلاء الدين فيتوزعون بين الهرمل المدينة، ووادي الرطل ووادي التركمان وزبود. وهذا التوزيع السكاني لا يلحظ افراد العشائر الساكنين في اماكن أخرى بأعداد قليلة، انما يركز على سكن الكتلة الكبرى من العشيرة في سكنها الصيفي والشتوي.